# Corydalis gorinensis
Corydalis gorinensis är en vallmoväxtart som beskrevs av V.M. Van. Corydalis gorinensis ingår i släktet nunneörter, och familjen vallmoväxter. Inga underarter finns listade i Catalogue of Life.